# Понтьё
Понтьё (фр. Ponthieu, [pɔ̃.tjø], лат. Pagus Pontivi) — одно из 6 графств в Северной Франции, которые в конечном итоге были объединены в провинцию Пикардия. Его столицей был город Абвиль.

## История
Территория графства Понтьё была ограничена реками Канш на севере и Соммой на юге. Согласно «Хронике Сен-Рикье», король Франции Гуго Капет пожаловал замок Абвиль, а также Форест-Монтье, конфискованный у аббатства Сен-Рикье, некоему Гуго, названному «патроном Сен-Рекье», женившемуся в 980-е годы на дочери короля. Эти владения стали основой будущего графства.
Первые графы Понтьё были вассалами королей Франции. В конце XI века графство было унаследовано нормандской семьёй Беллем-Монтгомери, а в начале 1220-х годов отошло к роду Даммартен.
В 1281 году Понтьё перешло под контроль короля Англии Эдуарда I в качестве приданого его жены Элеоноры Кастильской. С этого момента графство стало одним из предметов спора между королями Франции и Англии.
Во время Столетней войны графство неоднократно переходило из рук в руки, пока в 1435 году по Арраскому договору не отошло к герцогам Бургундским. В 1477 году Понтьё было завоёвано королём Франции Людовиком XI, который включил земли графства в состав королевского домена. В дальнейшем территория Понтьё вошла в состав провинции Пикардия.